# Darija Snihur
Darija Serhiivna Snihur (ukrainsk: Дарія Сергіївна Снігур; født 27. marts 2002 i Kyiv, Ukraine) er en professionel tennisspiller fra Ukraine.